# 기타이즈미촌
기타이즈미촌(北泉村)은 사이타마현 고다마군에 속했던 촌이다. 

## 역사
- 1889년 4월 1일 - 정촌제 시행에 의해 고다마군 기타이즈미촌이 성립하였다.
- 1954년 7월 1일 - 혼조정, 후지타촌, 닛테촌, 아사히촌과 합병해 혼조시가 성립하여, 동일 기타이즈미촌은 폐지되었다.